# Ignacewo (powiat kościański)
Ignacewo – przysiółek w Polsce położony w województwie wielkopolskim, w powiecie kościańskim, w gminie Kościan.
Ignacewo leży na Równinie Kościańskiej, na północ od drogi wojewódzkiej nr 308, na południowy wschód od Kościana. Na północ od miejscowości przebiega linia kolejowa z Kościana do Miejskiej Górki oraz przepływa Rów Wyskoć. Wieś leży na terenie Parku Krajobrazowego im. gen. Dezyderego Chłapowskiego.
Pod koniec XIX wieku osada Ignacewo liczyła 29 mieszkańców, wyznania katolickiego i 4 dymy (domostwa). W latach 1975–1998 miejscowość administracyjnie należała do województwa leszczyńskiego.
Przez przysiółek przebiega zielony szlak pieszy łączący miejscowości na terenie parku krajobrazowego.